# جزیره چیگیل
جزیره چیگیل (به ترکی آذربایجانی: Çigil adasi) یا اوبلیونوی یک جزیره خالی از سکنه در نزدیکی باکو، پایتخت جمهوری آذربایجان است. این جزیره بخشی از مجمع‌الجزایر باکو است.

## بوم‌شناسی
آب‌های پیرامون جزیره بسیار کم‌عمق هستند. به دلیل آلودگی روغنی و نفتی و همچنین عوامل دیگر، پوشش گیاهی بسیار کمی در این جزیره وجود دارد.
گونه‌های فراوانی از جمله فک کاسپی، ماهیان خاویاری و انواع گوناگونی از پرندگان مانند اردک‌های سبز دودی، ماهی‌های دریایی و کشیم‌ها در این جزیره و پیرامون آن وجود دارند.